# Hylaeus boninensis
Hylaeus boninensis là một loài Hymenoptera trong họ Colletidae. Loài này được Yasumatsu mô tả khoa học năm 1955.